# Svídnice (Chrudimi járás)
Svídnice település Csehországban, a Chrudimi járásban. Svídnice Slatiňany, Nasavrky, Lukavice és Licibořice településekkel határos. Lakosainak száma 437 fő (2024. január 1.).

## Népesség
A település lakosságának változását az alábbi diagram mutatja:
| Lakosok száma | 460  | 485  | 472  | 405  | 397  | 370  | 445  | 457  | 444  | 437  |
|               | 1869 | 1890 | 1921 | 1950 | 1980 | 2001 | 2017 | 2019 | 2022 | 2024 |